# Pictetia mucronata
Pictetia mucronata är en ärtväxtart som först beskrevs av August Heinrich Rudolf Grisebach, och fick sitt nu gällande namn av Beyra och Matt Lavin. Pictetia mucronata ingår i släktet Pictetia och familjen ärtväxter. Inga underarter finns listade i Catalogue of Life.